# 林耀华
林耀华（1910年3月27日—2000年11月27日），男，福建古田人，中国社会学家、人类学家、民族学家。他致力于原始社会史和民族学的科研和教学工作，培养了一批教学和科研人员，为中国的人类学发展作出了重要贡献。他对中国汉族的宗族组织及凉山彝家的社会组织的研究受到国际学术界的重视。

## 生平
1910年3月27日出生于福建省古田县岭尾村（现为黄田镇凤亭村岭尾自然村）。
1932年获毕业于北平燕京大学社会学系，获学士学位。1935年获燕京大学硕士学位。1940年获美国哈佛大学人类学系哲学博士学位。
1941年回国，并于1941年至1942年任云南大学社会学系教授；1942年至1952年任燕京大学社会学系教授兼主任，并任中国科学院社会研究所兼职研究员；1952年起任北京中央民族学院教授。
1957年初，由于双百方针提出，积极参与到“恢复社会学”运动当中。
1957年中，受反右运动影响，“恢复社会学”被视为“资产阶级复辟”，林耀华因全面揭批费孝通有功而被免于划为右派。
2000年11月27日逝世于北京，享年90歲。

## 学术活动
- 1941年参加在美国波士顿城召开的“应用人类学第一届会议”。
- 1956年出席在苏联列宁格勒召开的“全苏民族学会议”。
- 1979年出席在墨西哥城召开的“拉丁美洲区域会议”，并应墨西哥国立艺术研究院之邀，出席在塔巴斯科州召开的“我们时代的文化和人道主义的前景会议”。
- 1981年应日本外务省国际交流基金会之邀赴日访问，被日本国立民族学博物馆聘为高级研究员。
- 1982年赴美出席“美国民族学会140周年年会”，并在哈佛、耶鲁等大学讲学。
- 1983年参加中印友好代表团访印；出席在日本东京和京都召开的“第31届亚洲、北非人文科学会议”；参加在菲律宾马尼拉召开的“第9届亚洲历史学家国际联合会议”。
- 1984年参加在曼谷举行的“泰国研究第一届学术会议”，并在朱拉隆功大学讲学。
- 1985年出席在东京郊区大矶市召开的“东亚前景规划研究会议”。
- 1986年参加在英国伦敦及南安普敦召开的“世界考古学大会第11届会议”。

## 主要著作
林耀华先生著述浩繁，许多早期著述堪称中国人类学、社会学和民族学开山之作。林耀华先生1930年至1949年的一些早期经典被收入《从书斋到田野：林耀华先生早期学术作品精选》（2000年）。
- The Golden Wing: A Sociological Study of Chinese Family, London, Routledge, Kegan Paul, 1947.（1944年，该书由庄孔韶和林宗成译成中文，于1989年出版）
- 《凉山彝家》（商务印书馆，北京，1947年）英文The Lolo of Liangshan (Liang-shan I-chia) Human Relations Area Files, Inc. New Haven, 1960.
- 《从猿到人的研究》（北京耕耘出版社，北京，1951年）
- 《原始社会史教学大纲》（高等教育出版社，北京，1956年）
- 《原始社会史》（主编）（中华书局，北京， 1984年）
- 《父系家族公社形态研究》（合著）（青海人民出版社，青海，1984年）
- 《民族学研究》（论文集）（中国社会科学出版社，北京，1985年）
- 《金翼－中国家族制度的社会学研究》（庄孔韶、林宗成译，三联书店，北京，1989年，2000年再版）
- 《民族学通论》（主编）（中央民族学院出版社，北京，1990年，1997年再版）
- 《凉山彝家的巨变》（商务印书馆，北京，1995年）
- 《从书斋到田野》（中央民族大学出版社，北京，2000年）

## 观点
他要将“上苍”理解为人类本身，把“命运”看成是人类社会，主张要从人际关系的观点来讨论芬洲和东林两家的盛衰。所谓人际关系是指中国旧式大家族内人际关系以及家族同外在的各种人们形成的相互关系。在人际关系构成的各个系统中，一些因素可以打破人际关系的平衡，于是人们便会建立起另一种新的平衡。这也就是人际关系的均衡理论。他提及四种能够影响这种平衡的力量：物质环境，技术环境，人的适应力，各人际关系系统之间的关系。